# 6721 Minamiawaji
6721 Minamiawaji este un asteroid din centura principală de asteroizi.

## Descriere
6721 Minamiawaji este un asteroid din centura principală de asteroizi. A fost descoperit pe 10 noiembrie 1990 la Oohira de Takeshi Urata. Asteroidul prezintă o orbită caracterizată de o semiaxă mare de 2,93 ua, o excentricitate de 0,22 și o înclinație de 17,0° în raport cu ecliptica.